# Pierre Deladonchamps

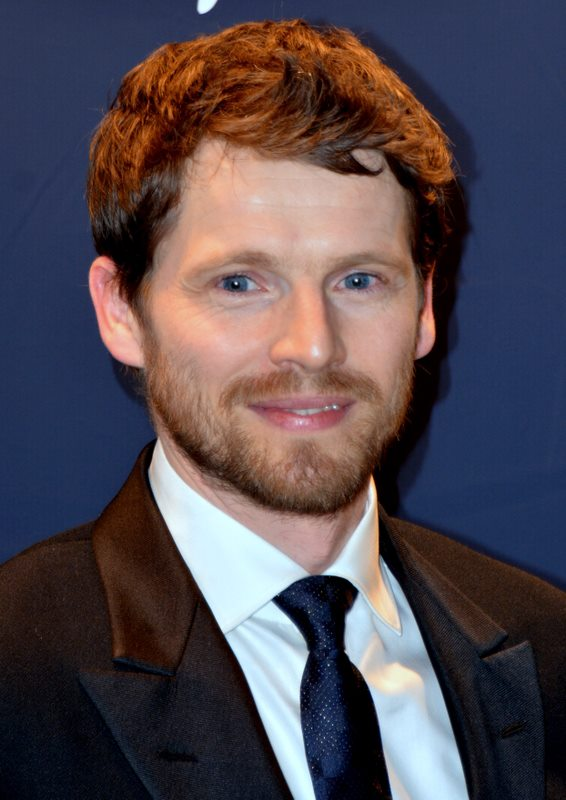
Pierre Deladonchamps 2017

Pierre Deladonchamps (* 1. Juni 1978 in Nancy) ist ein französischer Schauspieler.

## Leben
Deladonchamps spielte bereits im Alter von 17 Jahren in einem Amateurtheater. Er legte das Baccalauréat littéraire (Literatur und Philosophie) ab, studierte in Nancy Anglistik und Kommunikation und nahm ersten Schauspielunterricht bei Sandrine Gironde am MJC Haut-du-Lièvre. Er besuchte ab 2001 in Paris die Schauspielschule Cours Florent.
Erste Erfahrung sammelte Deladonchamps ab 2003 als Nebendarsteller in Kurzfilmen und Fernsehserien. Aus Mangel an Rollen kehrte er Ende 2009 von Paris nach Nancy zurück. Deladonchamps’ Tochter kam im folgenden Jahr zur Welt.
Seinen Durchbruch als Schauspieler erlebte er im 2013 erschienenen Spielfilm Der Fremde am See, in dem er die Rolle des jungen Homosexuellen Franck übernahm. Der sexuell freizügige Film erlebte am 17. Mai 2013 auf den Internationalen Filmfestspielen von Cannes seine Premiere. Deladonchamps gewann 2014 für Der Fremde am See einen César als Bester Nachwuchsdarsteller. Es folgten der Spielfilm Une enfance unter der Regie von Philippe Claudel sowie der von ARTE produzierte Fernsehmehrteiler Trepalium: Stadt ohne Namen. Eine zweite César-Nominierung erhielt Deladonchamps 2017 für Die kanadische Reise. Für seine Darstellung des jungen Mathieu, der nach dem Tod seines ihm unbekannten Vaters auf eine Reise zu seinen familiären Wurzeln geht, wurde er für den Preis in der Kategorie Bester Hauptdarsteller nominiert. Im Jahr 2017 spielte er in Nos années folles unter der Regie  von André Téchiné den jungen Soldaten Paul Grappe, der im Ersten Weltkrieg desertiert und den Fängen der Justiz zu entkommen versucht, indem er sich als Frau ausgibt.
Pierre Deladonchamps ist verheiratet und hat zwei Kinder.

## Filmografie
- 2003: Idole (Kurzfilm)
- 2004: Famille d’accueil (Fernsehserie, 1 Folge)
- 2008: Skate or Die
- 2008: SoeurThérèse.com (Fernsehserie, 1 Folge)
- 2008: Nicolas Le Floch (Fernsehserie, 1 Folge)
- 2008: Engrenages (Fernsehserie, 1 Folge)
- 2009: Central nuit (Fernsehserie, 1 Folge)
- 2009: Louise Michel (TV)
- 2010: Joséphine, ange gardien (Fernsehserie, 1 Folge)
- 2011: R.I.S. Police scientifique (Fernsehserie, 1 Folge)
- 2011: L’amour en jeu (TV)
- 2013: Der Fremde am See (L’inconnu du lac)
- 2014: La conscience humaine: Le moi féminin (Kurzfilm)
- 2014: Bannou kanteishi Q: Mona Riza no hitomi
- 2014: À vif (Kurzfilm)
- 2015: Une enfance
- 2015: House of Time
- 2016: Trepalium – Stadt ohne Namen (TV-Miniserie)
- 2016: Die kanadische Reise (Le fils de Jean)
- 2016: Éternité
- 2017: Nos années folles
- 2017: Nos patriotes
- 2017: Toprak (Kurzfilm)
- 2017: Naissance d’une étoile
- 2018: Das Familienfoto (Photo de famille)
- 2018: Sorry Angel (Plaire, aimer et courir vite)
- 2018: Le vent tourne
- 2019: Romance (TV)
- 2019: Notre Dame – Die Liebe ist eine Baustelle (Notre Dame)
- 2021: Eiffel in Love
- 2022: La Syndicaliste
- 2022: Meinen Hass bekommt ihr nicht (Vous n’aurez pas ma haine)
- 2024: Hundschuldig (Le procès du chien)

## Auszeichnungen
- 2014: César für Der Fremde am See (Bester Nachwuchsdarsteller)
- 2017: Nominierung für den Prix Lumières für Der Fremde am See (Bester Nachwuchsdarsteller)
- 2017: César-Nominierung für Eine kanadische Reise (Bester Hauptdarsteller)
- 2017: Nominierung für den Prix Lumières für Die kanadische Reise (Bester Darsteller)